# Modrach (Adelsgeschlecht)

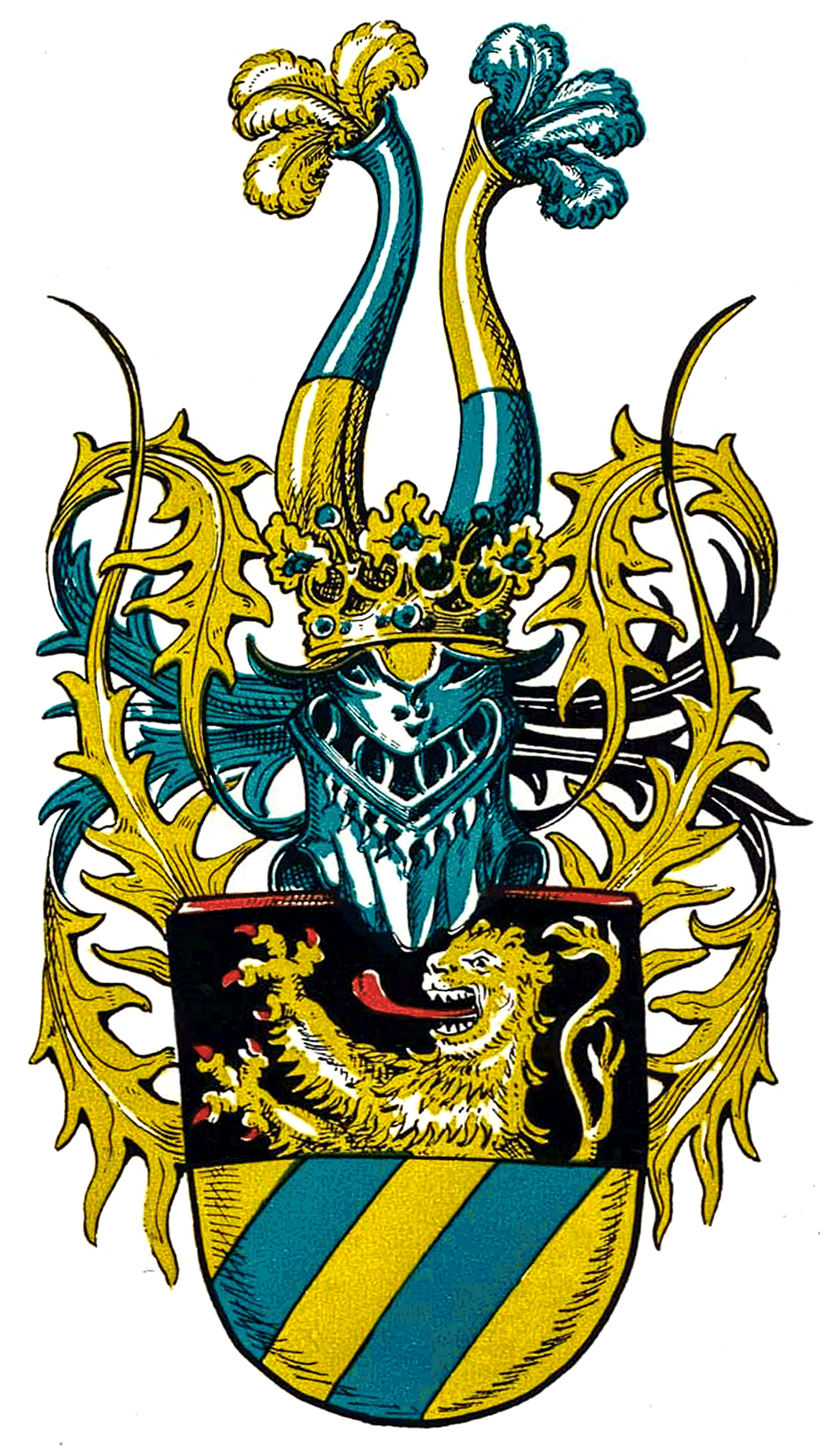
Wappen der Modrach

Modrach, auch Mudrach, war der Name einer ursprünglich aus Breslau stammenden Familie. Sie selbst schrieb sich üblicherweise nicht mit einem „von“, obwohl Veit Ferdinand von Modrach im Jahr 1713 den böhmischen Freiherrenstand erlangte und auch Heinrich Gottlob Modrach im Jahr 1804 im Adel bestätigt wurde.
Ein Stamm der Familie ließ sich in Görlitz nieder, wo die Familie als Ratsmitglieder vertreten war, während sich der zum Landadel in Breslau gehörige Hauptstamm bis ins 16. Jahrhundert zurückverfolgen lässt. Für eine Verbindung beider Stämme fehlen weitere Quellen. Walter von Boetticher betrachtete sie als zur gleichen Familie gehörig, die Wappen sind auch identisch.
Ähnlich steht es um den im 19. Jahrhundert blühenden Stamm der Familie Mudra aus Muskau, der ebenfalls ein identisches Wappen führte, aber ohne weitere Erklärung bzw. Begründung als nicht mit der Breslauer Familie Mudrach verwandt bezeichnet wurde.

## Geschichte
Das früheste Familienmitglied war der Kaufmann Anton Mudrach. Seinen Vornamen Anton habe der Genealoge Witzendorff-Rehdiger ermittelt, aber keine Quellenangabe bereitgestellt. Anton Mudrach war um 1530 verheiratet mit einer geborenen von Held. Am 20. Dezember 1560 erhielt er Lehen und einen Wappenbrief.
Bartholomäus Mudrach war im Jahr 1570 mit einer geborenen von Heseler (auch: von Hessler) auf Polochwitz verheiratet. Ihre Mutter war eine geborene von Hampach.
Sein gleichnamiger Sohn Bartholomäus von Mudrach (* 21. April 1573; † 14. Januar oder 19. Februar 1639) auf Grünaich war Landesältester und stand in königlichen Diensten. In Breslau war er Rat. Er war verheiratet mit Susanna von Prauser auf Groditz großmütterlich abstammend von der Familie Pförtner von der Hölle. Susanna’s Vater war Balthasar von Prauser, Bürgermeister in Neisse. Als König Mathias in Breslau am 18. September 1611 feierlich einzog, befehligte Bartholomäus als Fähnrich das „2. Fähnlein der Stadtmiliz“, das also dann Spalier stand.

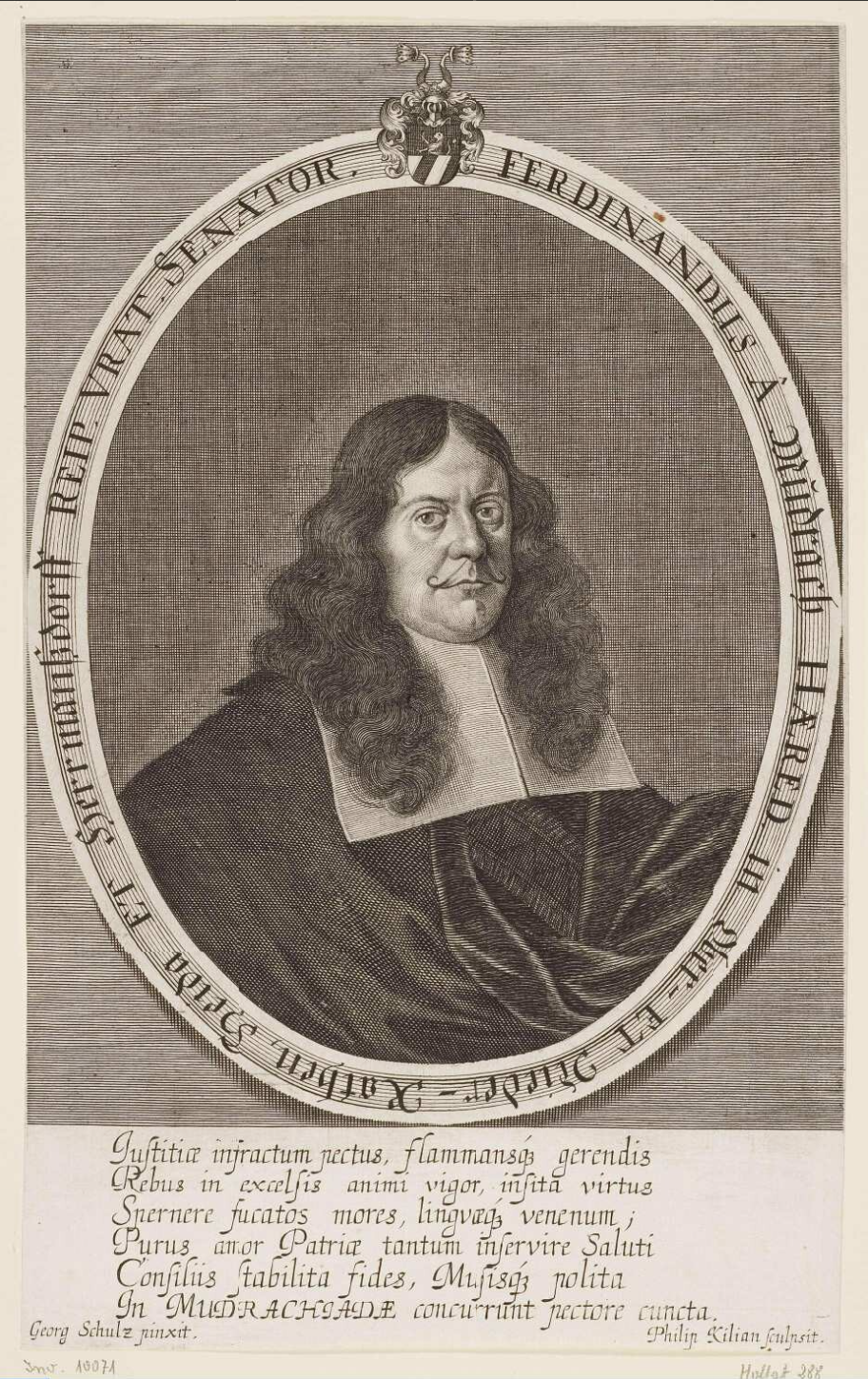
Philipp Kilian nach Georg Schulz: Ferdinand von Mudrach

Aus Bartholomäus’ Ehe mit Susanna wurden Ursula Marianne (* 16. Januar 1624 in Breslau; † 27. April 1682; 21. Januar 1642: ⚭ Veit Röthel von Reichenau), Susanne (* 24. November 1625; † 18. Dezember 1684 oder 1680; ⚭ Albrecht von Seidlitz) und Ferdinand von Mudrach (* 12. Februar 1626 oder 1628; † 21. Februar 1690) geboren. Der war kaiserlicher Rat und Landesherr auf Ober- und Niederrathen, Heyde, Hermannsdorf und Wohnewitz. In Breslau war er als Ratspräses sehr angesehen. Er studierte dort und reiste einige Jahre, bevor er nach 1650 die verschwägerte Barbara Elisabeth Veit von Röthels (* 1641; † 8. Januar 1698), Tochter eines wie er selbst kaiserlichen Rats, heiratete.
Aus seiner Ehe entstammte eine Tochter, die früh verstarb, Veit Ferdinand (* 23. Januar 1652 in Rathen; † 24. November 1719 ebd.), Ursula Juliane und Barbara Sophie. Veit Ferdinand studierte ab 1672 in Leipzig und stand dann in Diensten des Königs. Am 17. November 1713 wurde er in den Freiherrenstand erhoben. Er heiratete am 16. Februar 1689 des Ratsherren Gottfried von Scholz’ Tochter Anna Sophie (4. Dezember 1652; † 6. Oktober 1687).
Görlitzer Stamm
Der überlieferte Stamm in Görlitz beginnt bei Heinrich Gottlob Modrach (* 17. November 1683 in Dresden; † 21. April 1756), verheiratet mit Rosina (geborene Preibisius; verwitwete Tugendreich).
Aus seiner Ehe entstammten Heinrich Gottlob († 11. Mai 1763), dessen Ehe mit Charlotte (geb. Tugendreich; verw. Schäfer) kinderlos blieb, und Johann Gottlob, der mehrmals Bürgermeister wurde.  Johann Gottlob’s Sohn Heinrich Gottlob (* 22. Januar 1748; † 25. Juni 1818) wurde in Görlitz Schöffe und auch Richter. Er empfing am 2. November 1804 einen Wappenbrief, der im Österreichischen Staatsarchiv erhalten ist. Auch von ihm sind einige Nachkommen überliefert.
Als letzte ihres adeligen Geschlechts gilt Christiane von Modrach (* 8. November 1782; † 12. Juni 1867), verheiratet mit Karl Daniel Geißler (* 19. Februar 1776; † 1844 in Görlitz), kurfürstlich sächsischer Ober-Amtsadvokat. Christiane war Gutsherrin auf Leopoldshain, östlich von Görlitz gelegen. Sie ist die Mutter des späteren nobilitierten preußischen Offiziers Heinrich von Geißler der auch Gutsbesitzer auf Markersdorf wurde und (Nieder)-Leopoldshain erbte. Christiane Geißler, geb. von Modrach ist somit die Großmutter des Generals Heinrich von Geißler, zuletzt Generalleutnant in Preußen.

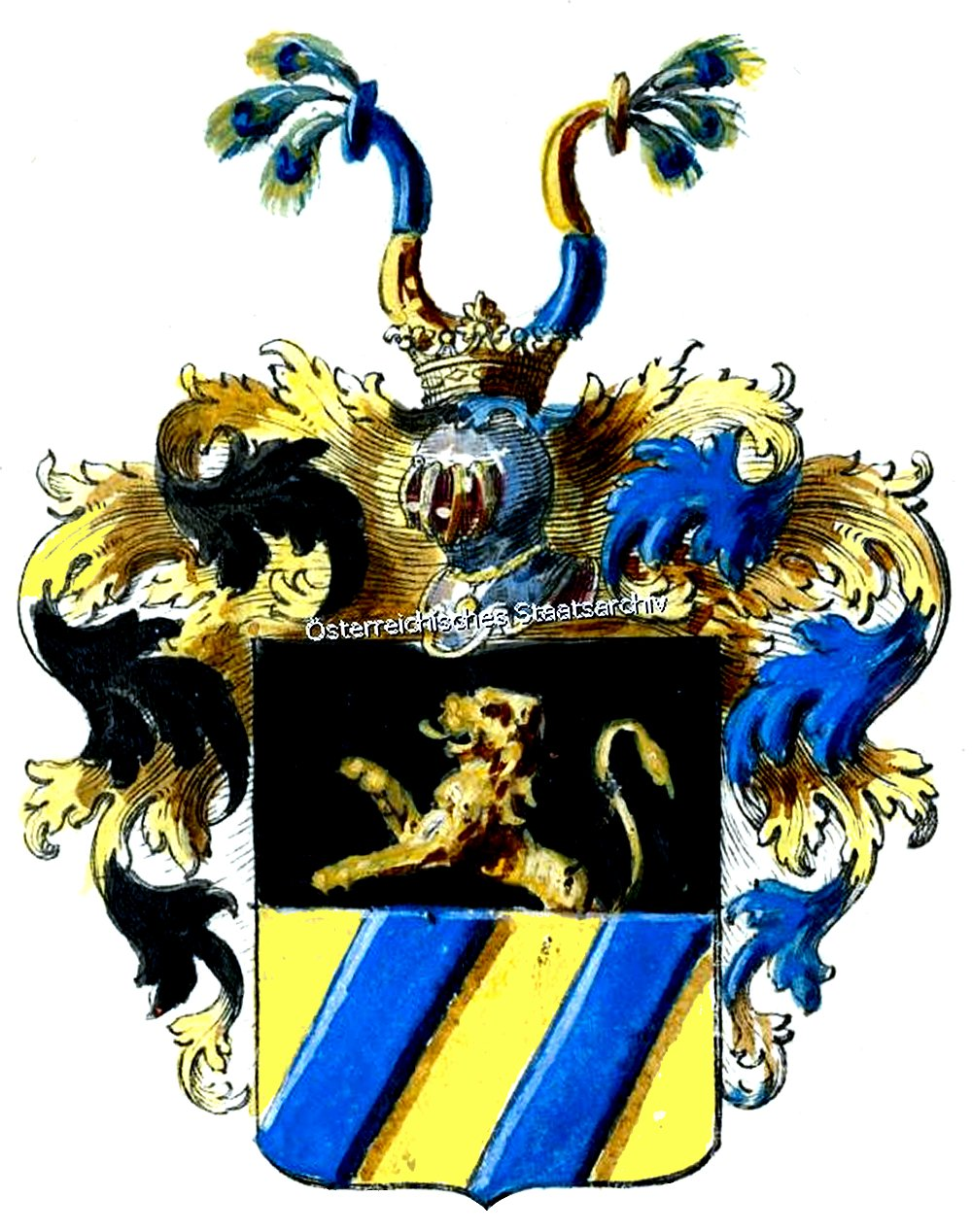
Wappen der Modrach (1804)

## Wappen
Das Wappen der Familie Modrach war geteilt: Oben ein aus der Teilung wachsender doppelschwänziger goldener Löwe auf schwarzem Hintergrund; Unten in abwechselnder Farbe drei- oder viermal schräglinks geteilt, bzw. viermaliger Teilung entsprechend: zwei Balken. Die Farbgebung ist gold-schwarz bzw. gold-blau, wobei sich bei viermaliger Teilung die zweite Farbe auf die Balken bezieht. Im dem österreichischen Staatsarchiv vorliegenden Diplom des Jahres 1804 sind unten zwei blaue Balken zu sehen.